# Grzyby entomopatogeniczne

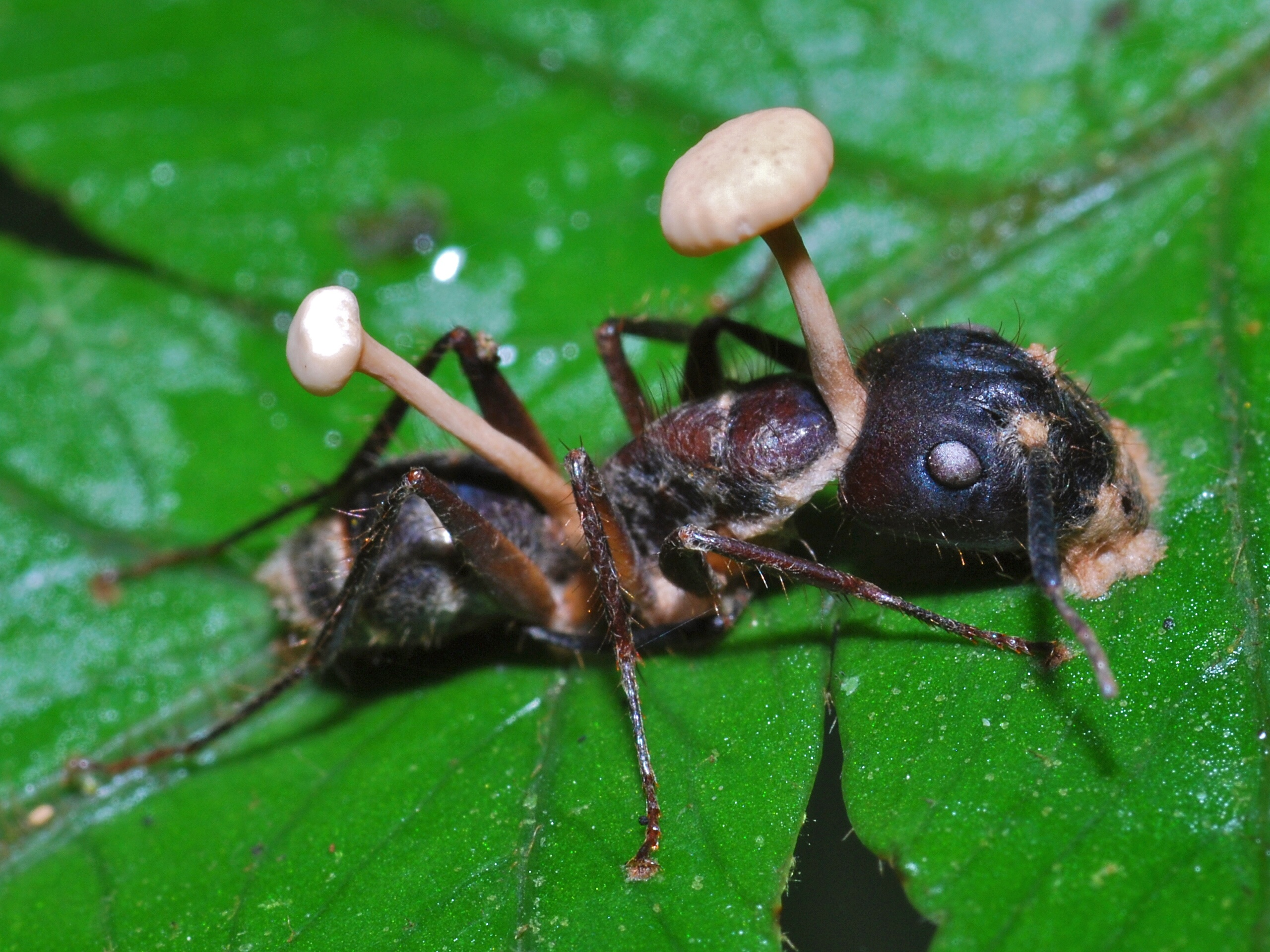
Owocniki maczużnika bojowego na zaatakowanym owadzie

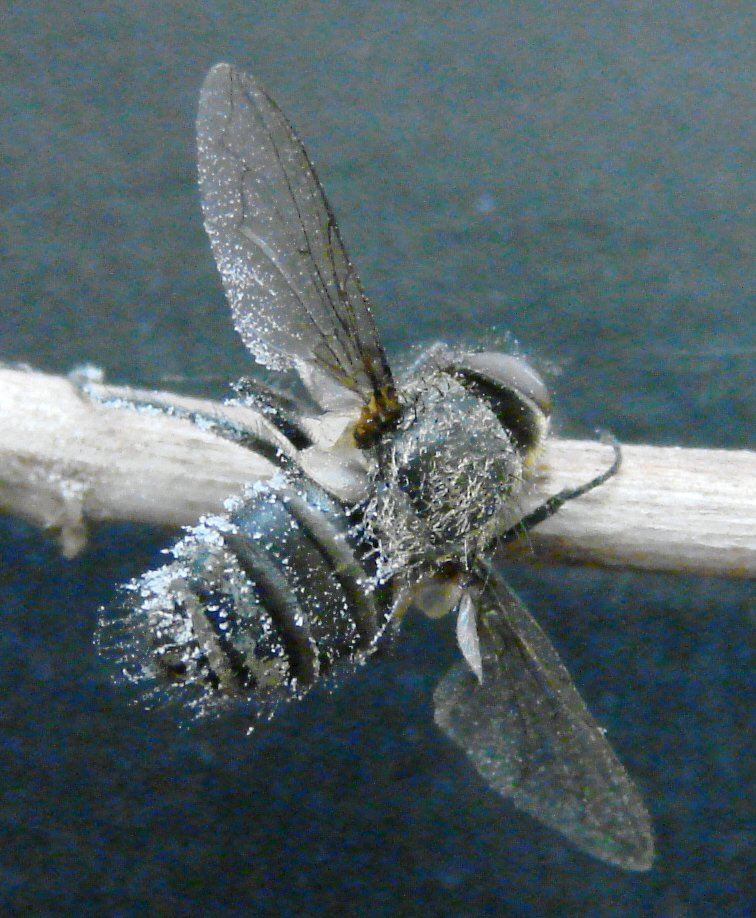
Mucha zaatakowana przez owadomorka muszego

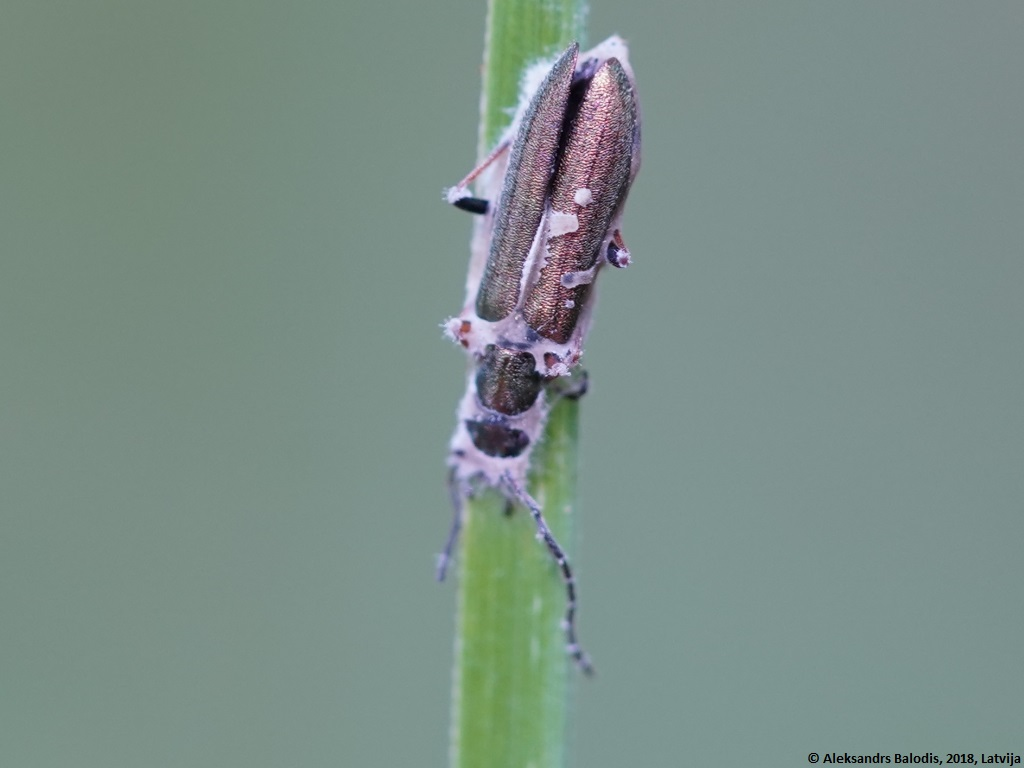
Grzybnia Beauveria sp. na porażonym owadzie

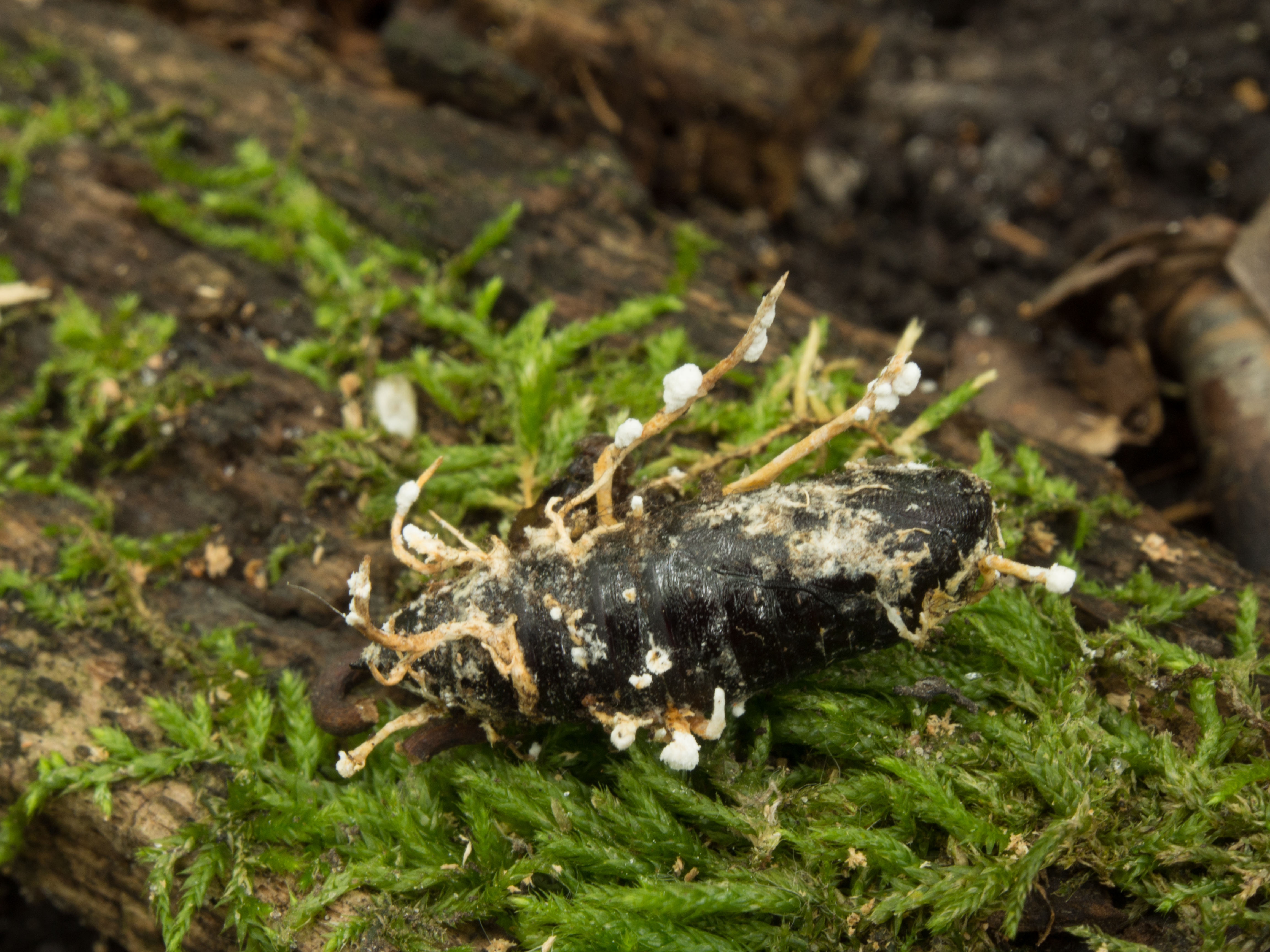
Grzybnia Isaria farinosa na owadzie

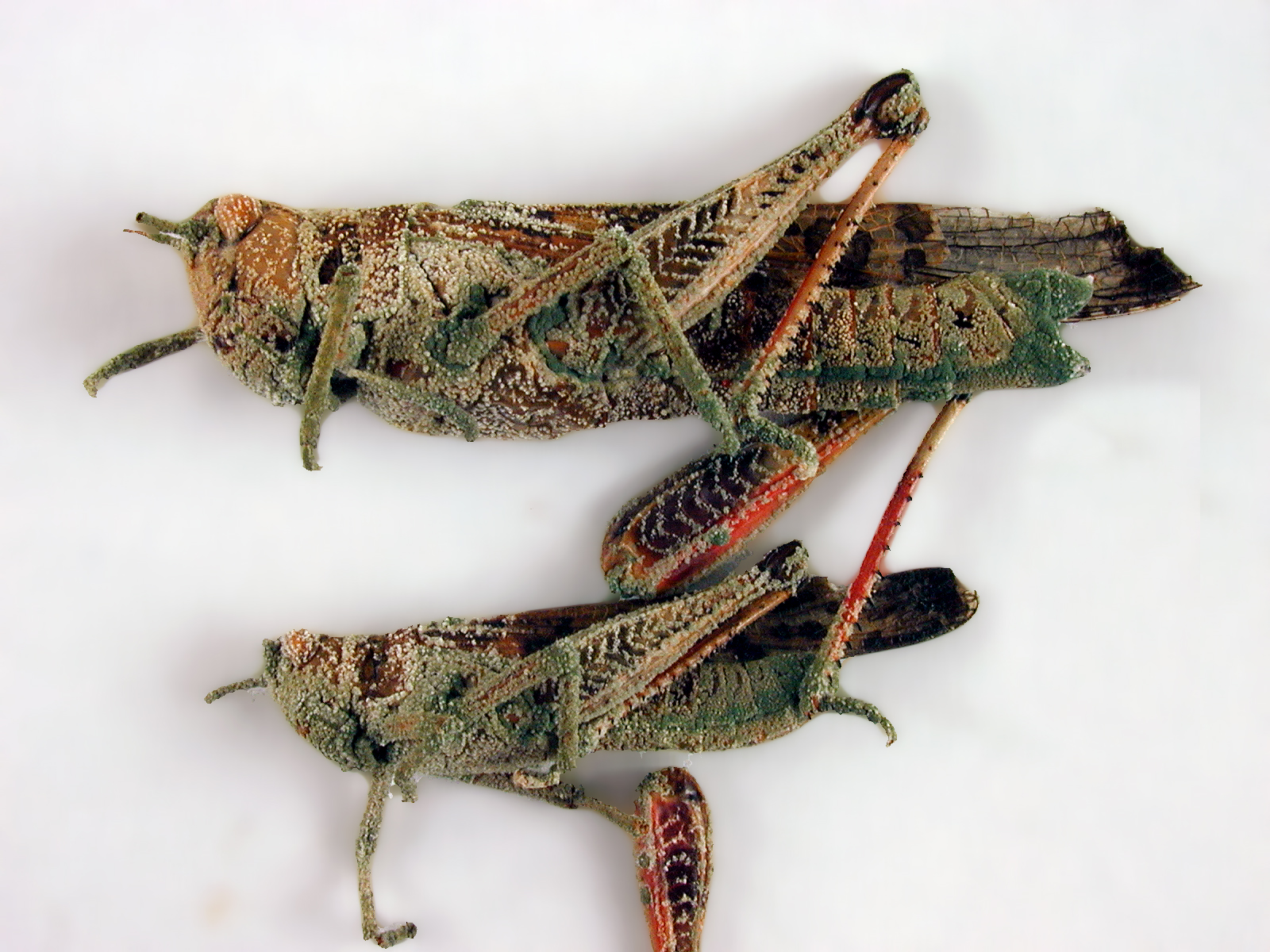
Metarhizium na owadzie z rzędu prostoskrzydłych

Grzyby entomopatogeniczne – grzyby pasożytujące na owadach i wywołujące u nich zakaźne choroby zwane mykozami. Należą do grupy entomopatogenów – patogenów owadów.

## Podział grzybów entomopatogenicznych
Wśród grzybów pasożytujących na owadach wyróżnia się:
- pasożyty letalne, czyli zabijające swoich żywicieli. Są wśród nich przedstawiciele glonowców (Phycomycetes), workowców (Ascomycets), grzybów niedoskonałych (Fungus imperfecti),
- pasożyty nieletalne z grupy owadorostowców (Laboulbeniales) i strzępczaków z rodzajów Aegeritella, Trichomycetes[2].

W zależności od rodzajów żywicieli grzyby entomopatogenicze można podzielić na:
- grzyby monofagiczne pasożytujące na blisko z sobą spokrewnionych owadach z jednego tylko rodzaju lub kilku pokrewnych rodzajów, np.  Zoophthora aphidis pasożytująca tylko na mszycach z rodzaju Anoecja,
- grzyby oligofagiczne pasożytujące na owadach należących do jednego rzędu, np. Empusa muscae pasożytująca na muchówkach (Diptera),
- grzyby polifagiczne pasożytujące na dużej liczbie gatunków zaliczanych do odległych taksonów. Należą tu np. Aspergillus sp. i Beauveria sp. pasożytujące nie tylko na owadach, ale także na pająkach, roztoczach i ssakach[2].

Do entomopatogenicznych grzybów należą także grzyby mięsożerne. Tę grupę wyróżniono ze względu na sposób, w jaki atakują swoje ofiary.
Danuta Sosnowska w 2013 r. podała, że na świecie opisano ponad 1200 gatunków grzybów entomopatologicznych, a w Polsce 230. Liczba ta jednak ciągle się zmienia, zarówno w wyniku opisywania nowych gatunków, jak i zmian w taksonomii. Grzyby te należą do różnych grup systematycznych. Najwięcej jest ich w rzędach Entomophthorales (owadomorkowce) i Hypocreales (rozetkowce). Do owadomorkowców należą m.in. rodzaje Entomophthora, Entomophaga, Erynia, Neozygites, Pandora i Conidiobolus będące głównie monofagami, do rozetkowców głównie polifagi. Wśród workowców (Ascomycota) najbardziej znane to Beauveria, Isaria, Metarhizium oraz Lecanicilium.

## Etapy rozwoju choroby
1. Infekcja. Najczęściej patogen wnika do ciała owada przez rany na jego chitynowym oskórku, rzadziej przez naturalne otwory ciała; otwór gębowy, odbytowy lub przez przetchlinki. Wiele gatunków entomopatogenów potrafi jednak wniknąć także przez nieuszkodzony oskórek. Gdy umocuje się na jego powierzchni, wydziela na nią różne enzymy z grupy proteaz, lipaz i chitynaz, które chemicznie trawią oskórek. Przez powstały ubytek chityny do wnętrza ciała owada wnika strzępka infekcyjna[1].
2. Opanowanie tkanek w ciele owada. Grzybnia rozrasta się wnikając swoimi strzępkami do jamy ciała i narządów wewnętrznych. Strzępki grzyba wydzielają różne mykotoksyny, które zaburzają reakcje obronne zaatakowanego owada, np. fagocytozę, linienie i inne reakcje obronne. Często powodują także paraliż owada, wskutek czego staje się on powolny, przestaje żerować, a w końcu nieruchomieje przyjmując nienaturalną pozycję. Grzybnia wytwarza typowe dla danego gatunku przetrwalniki umożliwiające grzybowi przetrwanie niekorzystnych warunków środowiska[1].
3. Rozwijająca się w ciele owada grzybnia uszkadza mechanicznie jego narządy wewnętrzne, a jeszcze bardziej szkodliwe są wydzielane przez nią mykotoksyny. Wskutek skrajnego osłabienia i uszkodzenia ważnych narządów wewnętrznych żywiciel zamiera. Może to w zależności od gatunku grzyba i warunków środowiska trwać różny czas, ale w sprzyjających grzybowi warunkach śmierć owada może nastąpić już w ciągu 24–48 godzin od infekcji. Po jego śmierci grzybnia przerasta ciało owada na zewnątrz i na wystających z ciała strzępkach zaczyna wytwarzać zarodniki, które infekują inne owady[1].

## Znaczenie
- Największe znaczenie mają te grzyby entomopatogeniczne, które są używane w biologicznej ochronie upraw do zwalczania szkodników. Ich zastosowanie umożliwia zmniejszenie ilości szkodliwych dla przyrody insektycydów. Wykorzystując gatunki należące do rodzajów Beauveria, Isaria, Lecanicillium i  Metarhizium wytwarza się mające komercyjne zastosowanie mykopestycydy o działaniu kontaktowym. Mykopestycydy zawierają zarodniki konidialne grzybów entopatogenicznych, często z dodatkiem środków zwilżających (adiuwantów). Mogą być używane do opryskiwania upraw łącznie z insektycydami[6], Na świecie wiodącą rolę w wykorzystaniu mykopestycydów ma Brazylia zużywająca około 43% ich światowej produkcji, na następnych miejscach plasują się Kolumbia i Chiny. Badania wykazały, że ich zastosowanie jest szczególnie efektywne w uprawach pod osłonami. W Europie jednak wykorzystanie mykofungicydów do zwalczania szkodników jest na niskim poziomie, zarówno w uprawie polowej, jak i pod osłonami[2].
- Beauveria bassiana, Metarhizium anisopliae i Isaria fumosorosea są skuteczne w leczeniu zwierząt hodowlanych. Ich skuteczność udokumentowano w odniesieniu do ptaszyńca kurzego oraz much. Gatunki te mogą być stosowane także do zwalczania w mieszkaniach muchy domowej i karalucha wschodniego[2].
- Metarhizium anisopliae jest skuteczny także w zwalczaniu komarów, może więc wspomagać zwalczanie malarii[4].
- Cordyceps (maczużnik) będący gatunkiem typowym rodziny maczużnikowatych (Cordycypitaceae) znany jest z tego, że w swoim cyklu życiowym kosztem zaatakowanych larw owadów wytwarza wystające z gleby spore przetrwalniki, które w Chinach i niektórych innych krajach azjatyckich są używane w tradycyjnej medycynie[2].
- Prowadzi się badania nad wykorzystaniem maczużnika bojowego (Cordyceps militaris) do ochrony lasów przed gradacją szkodników[6].